# Часы с кукушкой (мультфильм)
«Часы с кукушкой» — советский кукольный мультипликационный фильм режиссёра Ивана Уфимцева по сказке Софьи Прокофьевой.

## Сюжет
Однажды Кукушка покинула часы и временно улетела по делам в лес. Её соседи — Лягушонок, Кошка с котятами, Пёс-охотник и Лев-музыкант — обеспокоились её пропажей (так как из-за этого у них сбился режим дня), и решили её подменить. Но хорошего из этого ничего не вышло.
Лягушонок первым вызвался быть кукушкой. Но под солнышком ему стало жарко, он включил шланг с водой, чтобы освежиться, и в результате залил и часы, и всех соседей. Следом на часы забралась Кошка. В тишине звери уснули, однако их разбудил запах сгоревших пирогов. Котята бросились вынимать их из печки, но было поздно. Далее кукушкой вызвался быть Пёс. Но попытка завести часы не удалась. К счастью, вскоре прилетела кукушка с помощником, и часы вновь пошли.

## Создатели
| Автор сценария                  | Софья Прокофьева                                                                                               |
| Стихи                           | Генриха Сапгира                                                                                                |
| Режиссёр                        | Иван Уфимцев                                                                                                   |
| Художники-постановщики          | Тамара Полетика, Владимир Дегтярёв                                                                             |
| Оператор                        | Александр Жуковский                                                                                            |
| Композитор                      | Виктор Купревич                                                                                                |
| Звукооператор                   | Борис Фильчиков                                                                                                |
| Редактор                        | Наталья Абрамова                                                                                               |
| Монтажёр                        | Надежда Трещёва                                                                                                |
| Художники-мультипликаторы       | Юрий Норштейн, Анатолий Петров, Борис Савин                                                                    |
| Куклы и декорации выполнили:    | Олег Масаинов, В. Гришин, Михаил Колтунов, Светлана Знаменская, Марина Чеснокова, П. Лесин, Семён Этлис        |
| под руководством                | Романа Гурова                                                                                                  |
| Директор фильма                 | Натан Битман                                                                                                   |
| Роли озвучивали: (нет в титрах) | Ефим Кациров — Пёс-охотник Тамара Дмитриева — Кошка / котята Анатолий Папанов — Лев Клара Румянова — Лягушонок |

## Видеоиздания
Мультфильм выпускался на DVD в сборнике мультфильмов «Осторожно, щука!» (распространитель «Союз»).